# François Dabeaux
François dabeaux de Rieutort est un homme politique français né le 19 mai 1796 à Aurignac (Haute-Garonne) et mort le 19 juin 1864 à Aurignac.

## Biographie
Avocat à Saint-Gaudens en 1823, plusieurs fois bâtonnier, il est conseiller général du canton d'Aurignac et député de la Haute-Garonne de 1848 à 1851, siégeant à droite. Il soutient le coup d’État du 2 décembre 1851 et entre comme maitre des requêtes au Conseil d’État. Il est préfet de l'Aude en 1858 puis député de l'Aude de 1860 à 1864, siégeant dans la majorité soutenant le Second Empire.

## Sources
- « François Dabeaux », dans Adolphe Robert et Gaston Cougny, Dictionnaire des parlementaires français, Edgar Bourloton, 1889-1891 [détail de l’édition]